# Andrius Grigonis
Andrius Grigonis (* 1984) ist ein litauischer  Jurist und  Politiker, seit 2023 Vizebürgermeister von Vilnius.

## Leben
Nach dem Abitur 2003 absolvierte Andrius Grigonis von 2003 bis 2007 das Bachelorstudium der Rechtswissenschaft, von 2007 bis 2009 das Masterstudium Verwaltungsrecht und von 2009 bis 2010 lehrte an der MRU-Universität in der litauischen Hauptstadt Vilnius. 2014 machte er ein Praktikum am International Management Institute in New Delhi, Indien.
Andrius Grigonis arbeitete als Rechtsanwalt und von 2008 bis 2023 auch als Projektleiter  bei European social fund agency. Seit Mai 2023 ist er der dritte Vizebürgermeister von Vilnius, Stellvertreter von Valdas Benkunskas.